# Sovietskaya Ukraina
El Sovietskaya Ukraina (en ruso: Советская Украина, en español: Ucrania soviética) fue un acorazado de la clase Sovietsky Soyuz puesto en grada en 1938 en los astilleros Nikolaev en el mar Negro.
Cuando las tropas alemanas capturaron Nicolaiev el 18 de agosto de 1941, el buque estaba completado por encima del nivel de la cubierta principal. Únicamente había recibido daños leves durante la retirada de las tropas soviéticas. Al igual que le sucedió a todos los buques en construcción capturados, se decidió no continuar con su construcción, utilizándose parte de su blindaje y artillería secundaria para la fortificación de Sebastopol. En 1943, se retomó la construcción con baja prioridad, y cuando los alemanes se vieron forzados a abandonar Nicolaiev en marzo de 1944, destruyeron el buque con explosivos.